# Wes Hall
Pour les articles homonymes, voir Hall.
Sir Wesley Winfield Hall, dit Wes Hall, est un joueur de cricket, homme d'Église, dirigeant sportif et homme politique barbadien né le 12 septembre 1937 à Station Hill. Lanceur rapide quasiment sans expérience du haut-niveau, il dispute son premier test-match avec l'équipe des Indes occidentales de cricket en 1957. Il est l'un des principaux lanceurs de l'équipe au cours de la décennie qui suit.
Après sa carrière sportive, il fait partie du Gouvernement de la Barbade de 1986 à 1994, principalement en tant que Ministre du Tourisme et Ministre des Sports. Il occupe le poste de président du West Indies Cricket Board de 2001 à 2003. Il est anobli en 2012.

## Biographie
Wes Hall naît le 12 septembre 1937 à Station Hill, dans la paroisse de Saint Michael. Éduqué à Combermere School, il joue dans l'équipe de cricket de l'école en tant que gardien de guichet. Ce n'est que lorsqu'il quitte l'école qu'il est utilisé en tant que lanceur, dans l'équipe de son employeur, Cable & Wireless. En mars 1956, il dispute avec la sélection de Barbade une rencontre classée « first-class » contre un « E. W. Swanton's XI ».
C'est avec cette seule expérience à ce niveau qu'il participe, en 1957, à la tournée de l'équipe des Indes occidentales en Angleterre. En 1958-1959, il profite de la défection de Frank Worrell pour intégrer la sélection au cours de la tournée en Inde et au Pakistan. Il dispute son premier test-match avec les Indes occidentales au Brabourne Stadium de Bombay. Au cours de son deuxième, il aide sa sélection à battre l'Inde en prenant 11 guichets pour 126 courses concédées (11/126). Durant le voyage, il cumule 46 guichets en huit test-matchs face à l'Inde puis au Pakistan, un total qui inclut un hat-trick face au Pakistan.
Contre l'équipe d'Angleterre en visite dans les Caraïbes en 1960, Hall réussit le meilleur total de guichets de la série de test-matchs, 22. En 1960-1961, il fait partie de la sélection pour la tournée en Australie. Le premier match de la série de cinq a lieu au Gabba de Brisbane. Au cinquième jour du match, Hall effectue la dernière série de lancers de la rencontre alors que les Australiens ont besoin de sept courses supplémentaires pour gagner avec trois guichets disponibles. Trois Australiens sont éliminés, dont deux en étant « hors-jeu » (run out), et les deux équipes achèvent le match avec un total identique, ce qui constitue la première instance d'un tied match à ce niveau. En 1962, il participe à la série gagnée à domicile 5 victoires à 0 face à l'Inde, en y réussissant le meilleur total de guichets, 27.
Au cours des années 1960, Wes Hall est souvent associé à Charlie Griffith, un autre Barbadien. Les deux compatriotes forment l'un des duos de fast bowlers les plus efficaces de l'histoire des Indes occidentales,. En Angleterre, en 1963, les deux hommes, surtout Griffith, sont parmi les principaux responsables de la victoire des visiteurs, 3-1, dans la série de cinq tests.
En 1964-1965, l'Australie se déplace dans les Caraïbes. Les locaux battent pour la première fois de leur histoire les visiteurs dans une série de tests, 2-1. Hall prend notamment neuf guichets lors de la victoire des Indes occidentales au Sabina Park de Kingston, mais ne se montre pas aussi dangereux au cours des autres rencontres. 
En Angleterre, en 1966, Hall se montre surtout efficace lors des deuxième et quatrième matchs de la série, gagnée par les Caribéens. Toujours face aux Anglais, à domicile, en 1967-1968, à la fois Hall et Griffith ont de mauvaises statistiques, le premier ne prenant que neuf guichets en quatre matchs. Hall dispute son dernier match international contre la Nouvelle-Zélande, en 1969.
Hall est membre du Gouvernement de Barbade de 1986 à 1994. Il occupe notamment les postes de Ministre du Tourisme et de Ministre des Sports. Il devient également ministre au sens religieux du terme. En 2001, il est président du West Indies Cricket Board (WICB), l'instance dirigeante du cricket dans les « Indes occidentales ». Il occupe ce poste jusqu'en 2003 et démissionne pour raisons de santé. Durant cette période, les Indes occidentales obtiennent l'organisation de la Coupe du monde 2007. Teddy Griffith lui succède.

## Bilan sportif

### Principales équipes
|                                        | Test                  |
| -------------------------------------- | --------------------- |
| Indes occidentales                     | 1958 - 1969           |
|                                        | First-class           |
| Barbade (Indes occidentales)           | 1955-1956 - 1970-1971 |
| Queensland (Australie)                 | 1961-1962 - 1962-1963 |
| Trinité-et-Tobago (Indes occidentales) | 1966-1967 - 1969-1970 |

## Honneurs
- Anobli en 2012[16].